# توماس جی. گرتی
توماس جی. گرتی (انگلیسی: Thomas J. Geraghty؛ ‏ ۱۰ آوریل ۱۸۸۳ – ۵ ژوئن ۱۹۴۵) فیلم‌نامه‌نویس اهل ایالات متحده آمریکا بود.
از فیلم‌هایی که وی در آن‌ها نقش داشته‌است، می‌توان به هالیوود، سوزان دیوانهٔ سرکش و رودخانه خسته اشاره نمود.